# 李准镐
李准镐（谚文：이준호，朝鲜汉字：李準鎬，1965年9月7日—），是韩国著名的男子短道速滑运动员。他是1990年世界短道速滑锦标赛全能冠军。

## 职业生涯
1990年世界短道速滑锦标赛中，李准镐获得全能冠军。
1992年阿尔贝维尔冬奥会中，李准镐获得5000米接力金牌和1000米铜牌。

## 资料来源
- 奥林匹克数据库网站(英文)